# Cap Wunita
Le cap Wunita se trouve dans la province de Nouvelle-Bretagne orientale, en Papouasie-Nouvelle-Guinée, à l'est du pays, à 800 km au nord-est de Port Moresby, la capitale du pays.
La terre du cap Wunita est plate. C'est à l'est que la mer est la plus proche de Cape Wunita. Son altitude atteint environ 165 mètres à 4,1 km du sud-ouest de Cape Wunita. La ville la plus proche est Kokopo, à 15,6 km à l'ouest du cap Wunita. Dans la région autour du cap Wunita, les îles sont nombreuses.
Le climat est tropical. La température moyenne est de 23 °C. Le mois le plus chaud est novembre, avec 24 °C en moyenne, et le plus froid est août, avec 22 °C. Les précipitations moyennes sont de 2 882 millimètres par an. Le mois le plus pluvieux est juillet, avec 406 millimètres en moyenne, et le plus sec est novembre, avec 139 millimètres.